# Nationaal park Augrabies
Het nationaal park Augrabies is een van de kleinere nationale parken van Zuid-Afrika. Hoewel de 56 meter hoge waterval in de Oranjerivier de grote attractie van het park is, wordt er door toeristen ook in het gebied eromheen naar wild gekeken.
De oorspronkelijke Hottentotinwoners hebben de waterval Aukoerebis gedoopt; dit betekent "plaats van grote lawaai". Het is van deze naam dat de trekboeren de naam Augrabies hebben afgeleid.
Diamanten worden wijdverspreid aangetroffen langs de Oranjerivier, en er is een legende dat de grootste vondst diamanten in de wereld zal worden gevonden in het kolkgat dat door erosie aan de voet van de waterval gevormd is.

## Flora en fauna

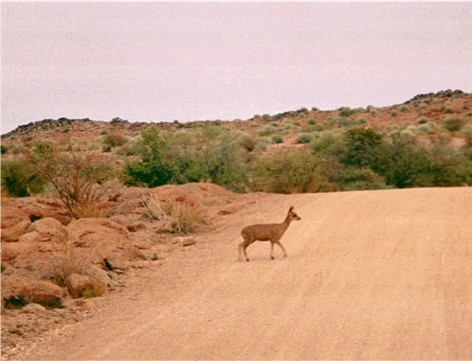
Klipspringer

De karakteristiekste boom in het park is de gigantische aloë (Aloe dichtoma), die meer algemeen bekend is als de kokerboom. De boom is perfect aangepast aan het droge woestijnachtige klipgebied van de Nama Karoo en kan de arme grond benutten en buitengewone temperaturen weerstaan. De boom, die ongeveer 5 meter hoog wordt, wordt de kokerboom genoemd omdat de Bosjesmannen de zachte takken ervan gebruikten om kokers voor hun pijlen van te maken. De boom bloeit in de winter en trekt grote aantallen vogels en zelfs bavianen met zijn zoete nectar aan. 
Een veel voorkomende antilope in deze droge streek is de klipspringer. Op de noordelijke oever van het park is men bezig met een project om van de zwarte neushoorn weer een levensvatbare populatie op te bouwen. Dieren die in het park worden aangetroffen, zijn onder andere de springbok, de genetkat, de gemsbok, de zwarte ooievaar en de afrikaanse dwergvalk.
Addo Elephant ·
Agulhas ·
Ai-Ais/Richtersveld ·
Augrabies ·
Bergkwagga/Mountain Zebra ·
Bontebok ·
Tuinroete ·
Golden Gate Hoogland ·
Kamdeboo ·
Karoo ·
Kgalagadi ·
Kruger ·
Mapungubwe ·
Marakele ·
Meerkat ·
Mokala ·
Namakwa ·
Tafelberg ·
Tankwa Karoo ·
Weskus